# 呂特嫩

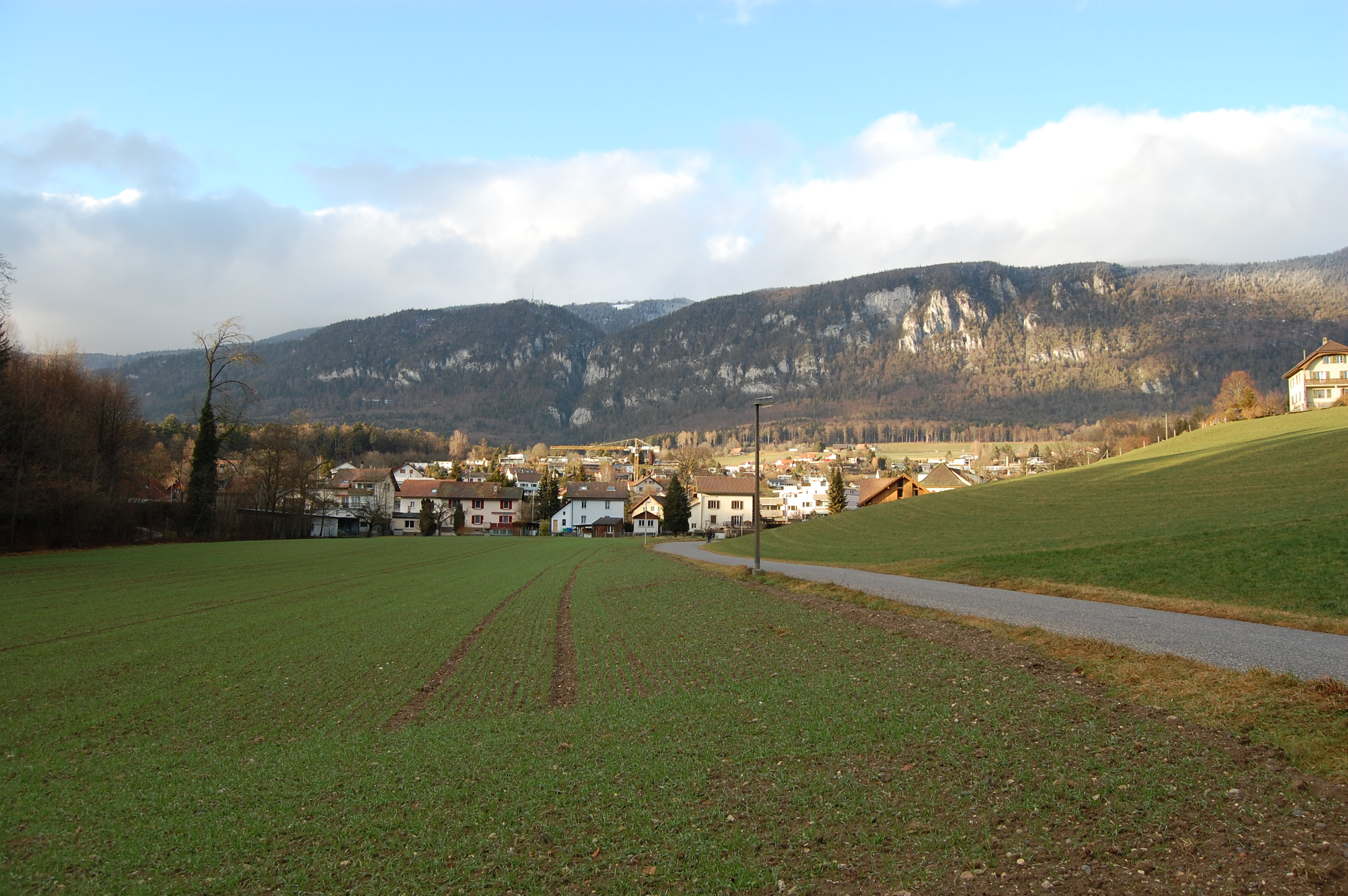

呂特嫩是瑞士的城鎮，位於該國北部，由索洛圖恩州負責管轄，面積8.77平方公里，海拔高度516米，2012年人口1,446，四成人口信奉羅馬天主教，人口密度每平方公里165人。